# アルフレード・クラウス

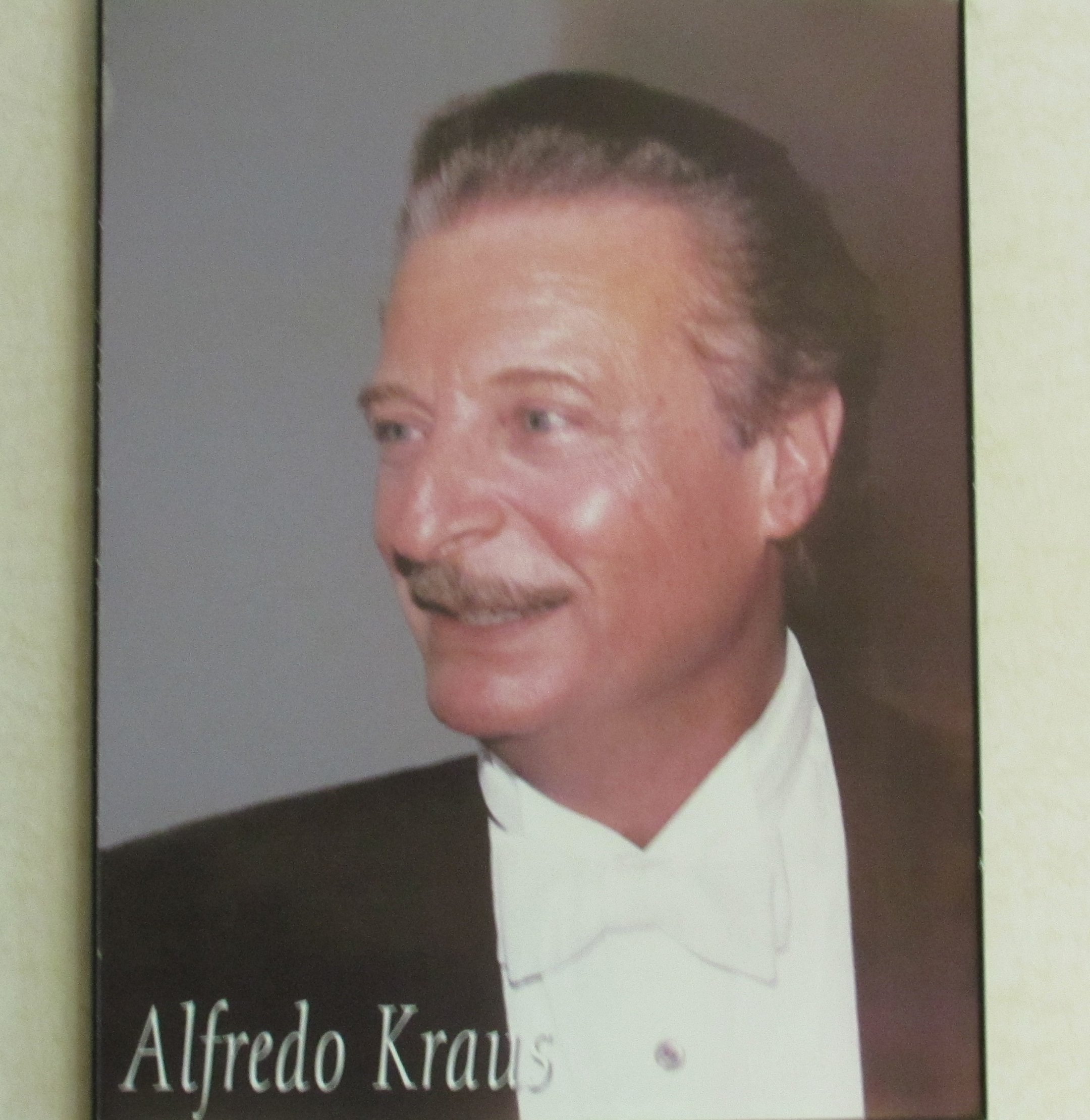
アルフレード・クラウス

アルフレード・クラウス・トルヒージョ（Alfredo Kraus Trujillo, 1927年11月24日 - 1999年9月10日）は、スペインのテノール歌手。20世紀後半のもっとも偉大なリリコ・テノール歌手のひとりとされる。

## 生涯
大西洋上に位置するカナリア諸島、ラス・パルマス・デ・グラン・カナリアにて3人兄弟の末っ子として生まれる。ジャーナリストであった父のオットー・クラウスはその名前Kraus、Ottoから察せられるとおりにドイツ（オーストリア）系の家系であったが、母はスペイン人であり、アルフレード自身は名前のとおり（ドイツでは名前アルフレードは通常末尾にoがつかないAlfred）スペイン人として育てられた。ドイツオペラについて積極的に歌うことはなかった。
カナリア諸島はヨーロッパ大陸の歌手が南米大陸にツアーに赴く際にしばしば寄航する中継地であり、地元の歌劇場も相応の水準を維持していたといわれる。アルフレードは、オペラ、サルスエラ好きの両親の影響を受けて幼少の頃から声楽への関心があったという。
1945年からは電気技師となるべく工業学校に通学するが、その一方で地元合唱団などで歌った。その才はやがて見出され、1948年にはスペイン本土、バルセロナに渡って本格的な声楽の訓練を開始する。1955年からはイタリアに研鑽の地を移した。呼吸法、声帯の動かし方など地道な声楽訓練を長期間にわたって継続する一方で、「目先の金銭は得られるものの悪しき自己流スタイルを身に付けやすい」性急な公演デビューを避けた”禁欲的な”訓練期間がクラウスの後のキャリアに影響した。
1956年にはエジプト、カイロの劇場でヴェルディ『リゴレット』公爵役、プッチーニ『トスカ』カヴァラドッシ役でデビューした。この際にクラウスはカヴァラドッシ役が自身の声質・声量に適合しないものと結論づけ、これ以後のレパートリーから外したとされる。同年にヴェネツィアおよびトリノでヴェルディ『椿姫』アルフレード役を演じたが、こちらについては1950年代末までに本人の十八番の一つとし、中でも1958年リスボンでのライブ録音（マリア・カラスと共演）は今日でも名録音とされる。
1959年にはドニゼッティ『ランメルモールのルチア』エドガルド役でロンドン、ロイヤル・オペラ・ハウス（共演ジョーン・サザランド）に、1960年にはベッリーニ『夢遊病の女』エルヴィーノ役でミラノ・スカラ座にそれぞれデビューし、リリコの諸役での第一人者の地位を固めた。
何よりも彼の名を有名にしたのは、1965年から取り組んだマスネ『ウェルテル』題名役であった。彼の歌うアリア「春風よ、何故私を目覚めさせる (Pourquoi me reveiller )」は絶品とされ、クラウスは「ティート・スキーパの再来」とまで称されるようになった。
1970年代後半からのクラウスはテクニック上の完璧を期すため、レパートリーをウェルテルやドニゼッティ『連隊の娘』トニオ役、『ラ・ファヴォリータ』フェルナンド役など10程度まで絞った上、年間の舞台数を20-25に制限して禁欲的な舞台生活を送った。その甲斐あって70歳を過ぎ、病に倒れる直前の1999年まで現役として変わらぬ美声を響かせた。1999年9月10日、マドリッドにて死去、72歳。
1992年に行われたバルセロナオリンピックの開会式ではオリンピック賛歌を独唱した。
日本には、1971年および1973年にNHKイタリア歌劇団の一員として来日し、それぞれ『ラ・ファヴォリータ』とグノー『ファウスト』で聴衆を魅了した。1996年6月にはデビュー40周年記念リサイタルで最後の来日を果たし『ウェルテル』、『アルルの女』をはじめ、格調高い歌声で聴衆を熱狂させた。さらにアンコールで歌った「女心の歌」（『リゴレット』）の絶唱により会場は興奮の坩堝と化した。

## 逸話
格調高い歌唱で愛され続けたクラウスだが、口髭をたくわえた容姿も歌唱同様品格をたたえていた。この髭には本人も愛着があったらしく、インタビューで「（口髭が不自然になるような）若い役を演じる時は、化粧を厚くして髭を隠します。客席から見てもらう分にはそれで問題ないので、今まで役のために髭を剃ったことはありません」と答えている。
録音に関して「ライヴ録音の方が感情表現が自然なので、好きなのです。ただ、そういうライヴ録音はほとんど海賊盤なのですが…」と笑いを交えつつインタビュに答えている（日本の専門誌「グランド・オペラ」でのインタヴュー）。